# Gastrancistrus sugonjaevi
Gastrancistrus sugonjaevi är en stekelart som beskrevs av Dzhanokmen 1995. Gastrancistrus sugonjaevi ingår i släktet Gastrancistrus och familjen puppglanssteklar.
Artens utbredningsområde är:
- Kazakstan.
- Turkmenistan.

Inga underarter finns listade i Catalogue of Life.